# 스테이트라인 스피드웨이
스테이트라인 스피드웨이(Stateline Speedway)는 뉴욕주 Busti에 위치한 1/3마일 길이의 레이스 트랙이다. Len Briggs, Lloyd Williams, Don Frank 및 Jerry Frank는 5명의 초기 소유자 중 일부였다. 첫 레이스는 1956년 7월 21일에 개최되었다. 첫 번째 장편영화에서는 1955년형 Chevy를 몰고 출전한 Emory Mahan이 우승했다. 이 레이스 트랙은1958년 7월 16일에 단 한 차례 NASCAR 이벤트를 개최했는데, 이 때는 상위 드라이버 대부분이 이전 레이스에서 발생한 폭우로 인해 참가하지 못했다. 이로 인해 대부분의 최고 드라이버가 참가하지 못했기 때문에 Shorty Rollins가 우승했다. 2012년에는 Lucas Oil Late Model Series 이벤트인 '엠파이어 50'을 주최하기도 했다. 이 트랙은 다수의 World of Outlaw Late Model 이벤트를 개최해왔는데, 딕 바튼이 첫 번째 이벤트에서 우승하여 지역 드라이버로서는 최초로 시리즈에서 우승한 선수가 되었다. 이후로도 여러 지역 스테이트라인 드라이버들이 World of Outlaw Late Model 시리즈 이벤트에서 우승해왔다. 스테이트라인 스피드웨이는 'Chubzilla'로 알려진 초목한 채벌 프랭크, 맥스 블레어, 브라이언 룰만, 데이브 헤스, 부름 브릭스와 같은 다양한 국가적으로 인정받는 투어링 드라이버들을 맞이했다. 스피드웨이의 레이싱 시즌은 보통 4월부터 8월 중순까지 토요일 밤에 개최되며, 슈퍼 레이트 모델, 러쉬 크레이트 레이트 모델, 러쉬 스톡 카, 프로 스톡, UMP 모디파이드, 러쉬 프로 모디파이드 및 컴팩트 등 다양한 레이싱 카테고리가 참여한다. 현재 스콧 가족이 소유한 스피드웨이는 다양한 업그레이드와 개선을 거듭하여 역사적이고 잘 유지된 레이싱 장소로 자리매김하고 있다.